# اخبار بد زود پخش می‌شود
اخبار بد زود پخش می‌شود (انگلیسی: Bad Newz Travels Fast) تنها آلبوم استودیویی از دی‌جی پو، رپر و تهیه‌کنندهٔ آمریکایی است. این آلبوم که تهیه‌کنندگی آن برعهدهٔ دی‌جی پو بوده‌است، در ۱۵ ژوئیهٔ ۱۹۹۷ توسط آتلانتیک رکوردز منتشر شد. تک آهنگ «ووپ! ووپ!» نیز از جملهٔ قطعات این آلبوم بود و هنرمندان همراهی از جمله کام، شارلی ویلسون، تری دی، بد آز، راجر تروتمن، وال یانگ و میستا گریم نیز در آن حضور داشتند. این آلبوم در ۲ اوت ۱۹۹۷ به رتبهٔ ۱۱۶ در جدول بیلبورد ۲۰۰ رسید و برای ۳ هفته در این جدول باقی ماند.

## بازخوردهای انتقادی
| بررسی انتقادی | بررسی انتقادی |
| منبع          | رتبه‌بندی      |
| ------------- | ------------- |
| آل‌میوزیک      | [ ۱ ]         |
| سورس          | [ ۲ ]         |

## فهرست قطعات
| شماره      | نام                                                    | مدت   |
| ---------- | ------------------------------------------------------ | ----- |
| ۱.         | «آغاز»                                                 | ۰:۱۰  |
| ۲.         | «تکانی برای بلندگوها» (به‌همراه تریت)                   | ۳:۱۳  |
| ۳.         | «نظری ندارم» (به‌همراه کام، شارلی ویلسون و راجر تروتمن) | ۵:۰۰  |
| ۴.         | «اتاق رشد» (به‌همراه میستا گریم)                        | ۳:۳۱  |
| ۵.         | «ووپ! ووپ!» (به‌همراه کام)                              | ۴:۳۶  |
| ۶.         | «پول بگیر» (به‌همراه تریت و بیگ تری دی)                 | ۴:۵۳  |
| ۷.         | «نظم نوین جهانی» (به‌همراه لو لایف گنگستاز و بد اس)     | ۳:۳۳  |
| ۸.         | «اخبار بد زود می‌پیچد» (به‌همراه تی-لی)                  | ۳:۴۱  |
| ۹.         | «آبنوس» (به‌همراه میستا گریم)                           | ۲:۵۹  |
| ۱۰.        | «گمشو» (به‌همراه تریت)                                  | ۳:۳۱  |
| ۱۱.        | «کی اهمیت می‌ده» (به‌همراه کام)                          | ۴:۰۶  |
| ۱۲.        | «الزام پایین آمدن ام‌سی» (به‌همراه میستا گریم)           | ۳:۲۴  |
| ۱۳.        | «جایی برای پنهان‌شدن نیست» (به‌همراه تریت)               | ۴:۱۴  |
| ۱۴.        | «هیچ گهی نیستی» (به‌همراه میستا گریم)                   | ۳:۲۹  |
| ۱۵.        | «واژه‌نامه گنگستا» (به‌همراه تریت)                       | ۴:۱۶  |
| مجموع مدت: | مجموع مدت:                                             | ۴۳:۵۴ |